# Вінцентій Грановський
Вінцентій Грановський (також Вінцентій з Гранова, Вінцентій Пілецький)(нар. приблизно 1370 року — пом. між 10 липня та 9 грудня 1410 року) — підстолій каліський з 1386 року, каштелян накельський з 1387, генерал Великопольський з 1409, староста Сьрему з 1400 до 1406.

## Життєпис
Походив з впливової родини, був сином Вінцентія, власником Сьрему з околицями. В році був власником Ланьцута й Ільковиців. Його позиції при королівському дворі зміцнив шлюб укладений 2 жовтня 1397 року, з двічі вдовою, Ельжбетою Пілецькою, дочкою Оттона Пілицького, Ельжбета внесла Пілицю, як придане, а Вінцентій почав підписуватися як Пілецький
У них було п'ять дітей:
- Ядвіга
- Оттон
- Ельжбета, яка в березні 1418 року вийшла за Болька V Гусита
- Ян, родоначальник Пілецьких гербу Леліва
- Офка

Також Вінцентій мав 4 синів від першого шлюбу: Миколай, Анджей, Вавжинец, Блізбор
Вінцентій помер між 10 липня та 9 грудня 1410 року, можливо, від отруєння